# Xiangxiang
Xiangxiang (湘乡 ; pinyin : Xiāngxiāng) est une ville de la province du Hunan en Chine. C'est une ville-district placée sous la juridiction de la ville-préfecture de Xiangtan.

## Démographie
La population du district était de 891 418 habitants en 1999.